# 태합검지
태합검지(일본어: 太閤検地 たいこうけんち[*])는 도요토미 히데요시가 일본 전역에서 행한 전답의 측량 및 수확량 조사 사업이다.
히데요시는 오다 노부나가의 가신이었을 시절부터 영지 수확량을 정확히 파악하기 위해 노력했다.
도요토미 성을 칭하고 소위 천하인이 된지라 각지를 정복할 때마다 측량을 실시하였다. 이는 군역이나 징발 동원량과 관계되어 전국통일의 기초가 되었다. 최소 1582년부터는 측량이 실시되고 있었으며, 1598년까지 계속되었다. 1591년 도요토미 히데쓰구에게 관백 자리를 양도한 뒤에야 도요토미는 태합이 되었지만 학술적으로 1591년 이전의 측량도 모두 "태합검지"라고 부르고 있다.
센고쿠 시대 일본에서는 개별 농민이 직접 다이묘에게 세금을 바치는 것이 아니라, 촌(村)이라는 단위로서 바치는 것이 대부분이었다(지하청. 이 체제는 하나의 촌에 여러 영주가 연공을 징수하고, 농민이 유력 농민에게 연공을 바치고 거기서 또 영주에게 납부하는 등 복잡했다. 태합검지에서는 그러한 권리관계를 정리하고 하나의 토지에 하나의 경작자 = 납세자를 정하려고 했다. 장부상으로는 그것에 성공했다고 되어 있지만, 실제로는 농촌에선 여전히 권리관계가 얼키고설킨 채로 유지되고 있었으며, 다이묘에게 제출하는 것과 별도로 촌의 실태에 가까운 장부가 이중으로 작성되고 있었다.
태합검지는 다음과 같은 기준으로 이루어졌다.
- 결과는 석고로 계산한다.
- 숫자의 단위
  - 6척 1촌 = 1간 (약 191 센티미터)
  - 사방 1간 = 1보
  - 30보 = 1묘
  - 10묘 = 1정
- 전답은 상·중·하·하하의 4단계 등급으로 구분한다.
- 되는 교토 되(京升)를 사용한다.